# Balangir
Balangir es una ciudad y  municipio situada en el distrito de Balangir en el estado de Odisha (India). Su población es de 98238 habitantes (2011). Se encuentra a 277 km de Bhubaneswar.

## Demografía
Según el censo de 2011 la población de Balangir era de 98238 habitantes, de los cuales 50582 eran hombres y 47656 eran mujeres. Balangir tiene una tasa media de alfabetización del 86,27%, superior a la media estatal del 72,87%: la alfabetización masculina es del 91,76%, y la alfabetización femenina del 80,46%.

## Clima
| Parámetros climáticos promedio de Balangir (1981–2010, extremes 1957–2012) | Parámetros climáticos promedio de Balangir (1981–2010, extremes 1957–2012) | Parámetros climáticos promedio de Balangir (1981–2010, extremes 1957–2012) | Parámetros climáticos promedio de Balangir (1981–2010, extremes 1957–2012) | Parámetros climáticos promedio de Balangir (1981–2010, extremes 1957–2012) | Parámetros climáticos promedio de Balangir (1981–2010, extremes 1957–2012) | Parámetros climáticos promedio de Balangir (1981–2010, extremes 1957–2012) | Parámetros climáticos promedio de Balangir (1981–2010, extremes 1957–2012) | Parámetros climáticos promedio de Balangir (1981–2010, extremes 1957–2012) | Parámetros climáticos promedio de Balangir (1981–2010, extremes 1957–2012) | Parámetros climáticos promedio de Balangir (1981–2010, extremes 1957–2012) | Parámetros climáticos promedio de Balangir (1981–2010, extremes 1957–2012) | Parámetros climáticos promedio de Balangir (1981–2010, extremes 1957–2012) | Parámetros climáticos promedio de Balangir (1981–2010, extremes 1957–2012) |
| Mes                                                                        | Ene.                                                                       | Feb.                                                                       | Mar.                                                                       | Abr.                                                                       | May.                                                                       | Jun.                                                                       | Jul.                                                                       | Ago.                                                                       | Sep.                                                                       | Oct.                                                                       | Nov.                                                                       | Dic.                                                                       | Anual                                                                      |
| -------------------------------------------------------------------------- | -------------------------------------------------------------------------- | -------------------------------------------------------------------------- | -------------------------------------------------------------------------- | -------------------------------------------------------------------------- | -------------------------------------------------------------------------- | -------------------------------------------------------------------------- | -------------------------------------------------------------------------- | -------------------------------------------------------------------------- | -------------------------------------------------------------------------- | -------------------------------------------------------------------------- | -------------------------------------------------------------------------- | -------------------------------------------------------------------------- | -------------------------------------------------------------------------- |
| Temp. máx. abs. (°C)                                                       | 39.7                                                                       | 39.3                                                                       | 45.1                                                                       | 49.0                                                                       | 48.3                                                                       | 47.7                                                                       | 40.7                                                                       | 39.0                                                                       | 38.4                                                                       | 38.8                                                                       | 36.6                                                                       | 33.1                                                                       | 49.0                                                                       |
| Temp. máx. media (°C)                                                      | 27.5                                                                       | 31.2                                                                       | 36.0                                                                       | 39.9                                                                       | 40.9                                                                       | 36.4                                                                       | 31.2                                                                       | 30.3                                                                       | 31.0                                                                       | 31.0                                                                       | 28.6                                                                       | 26.5                                                                       | 32.5                                                                       |
| Temp. mín. media (°C)                                                      | 12.9                                                                       | 15.5                                                                       | 19.3                                                                       | 23.3                                                                       | 24.3                                                                       | 23.4                                                                       | 22.4                                                                       | 22.6                                                                       | 23.1                                                                       | 21.1                                                                       | 16.7                                                                       | 12.9                                                                       | 19.8                                                                       |
| Temp. mín. abs. (°C)                                                       | 2.6                                                                        | 3.5                                                                        | 7.9                                                                        | 9.3                                                                        | 10.1                                                                       | 11.0                                                                       | 11.8                                                                       | 12.6                                                                       | 14.1                                                                       | 10.6                                                                       | 3.9                                                                        | 1.6                                                                        | 1.6                                                                        |
| Lluvias (mm)                                                               | 10.0                                                                       | 18.3                                                                       | 15.2                                                                       | 29.1                                                                       | 53.1                                                                       | 187.9                                                                      | 382.7                                                                      | 419.2                                                                      | 225.3                                                                      | 57.9                                                                       | 16.1                                                                       | 3.5                                                                        | 1418.2                                                                     |
| Días de lluvias (≥ 1 mm)                                                   | 0.6                                                                        | 1.2                                                                        | 1.6                                                                        | 1.9                                                                        | 3.2                                                                        | 8.8                                                                        | 14.9                                                                       | 15.0                                                                       | 9.5                                                                        | 2.9                                                                        | 0.7                                                                        | 0.5                                                                        | 60.9                                                                       |
| Humedad relativa (%)                                                       | 53                                                                         | 45                                                                         | 40                                                                         | 36                                                                         | 38                                                                         | 59                                                                         | 79                                                                         | 81                                                                         | 78                                                                         | 69                                                                         | 60                                                                         | 57                                                                         | 58                                                                         |
| Fuente: India Meteorological Department                                    |                                                                            |                                                                            |                                                                            |                                                                            |                                                                            |                                                                            |                                                                            |                                                                            |                                                                            |                                                                            |                                                                            |                                                                            |                                                                            |